# 阿比维尔 (亚拉巴马州)
阿比维尔（City of Abbeville）是美国亚拉巴马州亨利县的一座城市。根据美国2000年人口普查，共有人口2987人。根据2005年的估计，阿比维尔共有人口2,963人。阿比维尔是亨利县的县治。